# Ameth Ramírez
Ameth Ramírez Bourdett (sinh ngày 19 tháng 6 năm 1993) là một cầu thủ bóng đá người Panama.

## Sự nghiệp câu lạc bộ
Ramírez rời Plaza Amador để thử việc 1 tuần tại gã khổng lồ Tây Ban Nha Atlético Madrid vào tháng 4 năm 2013. Sau đó anh ra nước ngoài thi đấu cho đội bóng hạng ba México Linces de Tlaxcala, một đội bóng vệ tinh của Pachuca tuyên bố quan tâm đến cầu thủ này vào tháng 8 năm 2013. Anh trở lại Plaza Amador vào mùa hè năm 2014.